# Comasina
Comasina is een metrostation in de Italiaanse stad Milaan dat werd geopend op 26 maart 2011 en wordt bediend door lijn 3 van de metro van Milaan.

## Geschiedenis
In 1882 werd een paardentram geopend tussen Milaan en Affori die begin twintigste eeuw werd geëlektrificeerd en steeds verder naar het noorden werd verlengd. In 1959 kwam er een plan om de interlokale trams, waaronder die door Affori, op een vrije baan langs de Via Enrico Fermi te leggen. Dit plan werd niet uitgevoerd maar in 1999 werd begonnen aan de verlenging van metrolijn 3 tot de stadsgrens bij Comasina. De tunnel van de metro volgt ondergronds de route van de interlokale tram die zelf werd ingekort tot Comasina. Het metrostation werd een jaar na de geplande openingsdatum geopend en is sindsdien overstappunt tussen metro en de interlokale tram ten noorden van de stad.

## Ligging en inrichting
Het station ligt onder het eindpunt van de tram en is toegankelijk via een ingang onder de parkeergarage naast het eindpunt van de tram. Vlak ten noorden van het station zijn de op en afritten van de autostrada serenissima waarmee de parkeergarage een Parkeer en Reis functie heeft. Automobilisten kunnen vanaf de afrit direct naar de parkeergarage, de terugweg is iets lastiger omdat ze na het verlaten van de garage een stukje stadinwaarts moeten rijden om bij het eerste viaduct de Via Rubicone moeten oversteken en dan in tegengestelde richting terug naar de autostrada. Ondergronds is het station afgewerkt in de stijl van lijn 3 met het typerende gele rooster als plafond en grijs-zwarte blokken op de wanden. Ten noorden van de zijperrons ligt een kruiswissel zodat de metrostellen van spoor kunnen wisselen en keren voor de terugrit naar de stad. De dubbelsporige metrotunnel loopt nog ongeveer 200 meter door ten noorden van de perrons zodat ook ruimte is voor reserve materieel.